# Caritas (joc piramidal)
Caritas a fost un joc de tip piramidal care a funcționat în România între aprilie 1992 și august 1994. A atras milioane de deponenți din toată țara care au investit mai mult de 1.000 de miliarde de lei vechi (între 1 și 5 miliarde de dolari americani) înainte de a da faliment în 14 august 1994. La data declarării falimentului avea datorii de 450 milioane de dolari americani.

## Creșterea
Compania "Caritas" a fost fondată de către Ioan Stoica în aprilie 1992 în Brașov sub forma unei societăți cu răspundere limitată cu un capital de numai 100.000 de lei (500 USD sau 775 de dolari actual). Caritas s-a mutat în Cluj-Napoca două luni mai târziu. Depozitele erau inițial mici (2.000–10.000 lei), dar mai târziu depozitul minim a crescut la 20.000 de lei, iar cel maxim a fost majorat până la 160.000 de lei. Pentru început numai cei ce aveau domiciliul în Cluj puteau să facă depozite la firmă, dar începând cu vara anului 1993 toți cetățenii români au putut să participe. Sistemul lui Stoica promitea restituirea, după trei luni, a unei sume de opt ori mai mari decât banii investiți. Listele cu depunători cărora le venise rândul la câștig erau publicate în cotidianul "Mesagerul transilvan". Caritas-ul a atras un număr de 400.000 deponenți din întreaga țară, care au investit 1.257 trilioane de lei (aproape 1 miliard USD) înainte de a da faliment la data de 14 august 1994, având o datorie de 450 milioane USD. Plățile încetaseră, de fapt, în octombrie 1993.
Estimările variază între două și opt milioane de deponenți. Bancherul Dan Pascariu estima că între 35% și 50% din gospodăriile din România au fost participante la acest sistem, în timp ce Mugur Isărescu, guvernatorul Băncii Naționale a României, estima circuitul financiar ajunsese la un moment dat să ruleze o treime din masa monetară a României.
Fondatorul și proprietarul afacerii, Ioan Stoica, a fost condamnat în anul 1995 de către Tribunalul din Cluj la un total de 7 ani de închisoare pentru fraudă, dar a făcut apel și i s-a redus termenul de pedeapsă la numai doi ani. Nemulțumit și de această perioadă, el s-a adresat Curții Supreme de Justiție și sentința i-a fost micșorată la un an și jumătate de închisoare. A fost eliberat la data de 14 iunie 1996.
Motivul pentru care autoritățile au permis acest joc ponzi a fost probabil teama de manifestații și dezordine publică. Nu se cunoaște către ce destinații s-au îndreptat banii depunătorilor. Contabilitatea firmei era mai mult decât neglijentă, iar procesele între deponenți și compania Caritas continuă și astăzi.